# Хассан Техрані Могаддам
Хассан Техрані Могаддам (англ. Hassan Tehrani Moghaddam; 29 жовтня 1959, Тегеран — 12 листопада 2011, Бід Кане, провінція Тегеран) — іранський воєначальник, бригадний генерал КВІР.

## Біографія
1977 року він закінчив середню школу. У 1979 році здобув ступінь бакалавра в галузі машинобудування в Технологічному університеті Шаріфа. У 1981 році він здобув ступінь магістра в галузі аерокосмічної техніки в Технологічному університеті імені К. Н. Тусі.
Взяв участь в Іранській революції 1979 року. Наступного року він приєднався до Корпусу вартових ісламської революції. Брав активну участь у війні з Іраком.
Після війни займався дослідженнями й розробками в галузі ракетної діяльності КВІР. Під його керівництвом у ракетному підрозділі КВІР розроблено кілька балістичних і крилатих ракет, через що деякі колеги називали його «батьком іранської балістичної ракетної програми».
Загинув 12 листопада 2011 року із групою своїх співробітників внаслідок вибуху на складі боєприпасів у казармах Модаррес на околицях Тегерана. Причина вибуху не розголошується. Закордонна преса вказувала причиною вибуху диверсію спецслужб Ізраїлю, але представники іранського уряду категорично заперечували, що вибух спричинений диверсією.